# Oxalis tuberosa
L'ossalide tuberosa (Oxalis tuberosa Molina, 1782) è una pianta erbacea perenne appartenente alla famiglia delle Oxalidacee con numerose varietà.
Conosciuta con il nome di oca, con cui è chiamata anche la sua radice, un tubero commestibile, è coltivata nella zona andina dell'America meridionale, generalmente ad un'altitudine compresa tra i 3.000 e i 3.900 m slm.
Anche le foglie ed i giovani germogli sono commestibili come verdura fresca.

## Etimologia
Il suo nome deriva da quello della lingua quechua uqa, ma è conosciuta in ambiente andino con una serie di altri nomi: apiha, apiña, apilla, kawi (in aymara), lamaki (in kallawalla), timbo, quiba, papa roja o huisisai.

## Descrizione
L'ossalide tuberosa è una pianta erbacea perenne, succulenta e raggiunge i 30–40 cm di altezza. Le radici formano rizomi molto ramificati, le cui punte si gonfiano in tuberi carnosi. I tuberi sono cerosi, più o meno rugosi, di forma cilindrica, ellissoidale o a forma di clava, con “occhi” dentellati. Sono lunghi 3–15 cm e possono essere di colore bianco, verde, arancione, rosa, rosso o viola. Gli steli eretti o prostrati, carnosi, arrivano fino a 1 cm di diametro. Sono di colore dal verde scuro al viola e di solito sono densamente ricoperti di tricomi.
Le foglie alterne sono divise in tre foglioline carnose cuoriformi con margine intero, sono di colore dal verde al viola e hanno tricomi almeno sulla parte inferiore. Le foglioline sono nictinastiche.
Le infiorescenze appaiono ascellari o terminali come ombrelle. I fiori gialli peduncolati ed ermafroditi con doppio perianzio sono quintuplici e raggiungono i 2 cm di diametro.
Si formano piccoli frutti a capsula, con uno o pochi semi, anche se raramente. I semi hanno un tegumento esplosivo che li espelle dal frutto.

## Origine
Introdotta in Europa nel 1830 come competitore della patata ed in Nuova Zelanda fin dal 1860, è diventata popolare solo in quest'ultima sotto il nome di igname della Nuova Zelanda (yam). In Europa non ha trovato le condizioni adatte per la coltivazione.

## Coltivazione
L'ossalide è uno dei raccolti più importanti degli altopiani andini, secondo soltanto alla patata. Il suo successo deriva dalla agevole conservazione dei tuberi, la notevole tolleranza ai suoli poveri, al clima difficile, e la facilità di propagazione.
La coltivazione dell'ossalide è comunque particolare e difficoltosa se non sono rispettate alcune condizioni.
L'ossalide ha bisogno di un periodo di crescita molto lungo (sei-otto mesi), inoltre la maturazione dei tuberi è legata alle ore di illuminazione diurna, (fotoperiodo) cioè la maturazione si ha solo quando le giornate si accorciano nel brevissimo periodo invernale. Nella maggior parte dei climi cosiddetti temperati l'autunno è precoce, si ha infatti l'avvento della stagione fredda di solito dopo soli cinque-sei mesi di clima tiepido-caldo; dopo un così breve periodo di vegetazione l'accumulo di sostanze nutritive è insufficiente ad una buona formazione dei tuberi.

## Edibilità

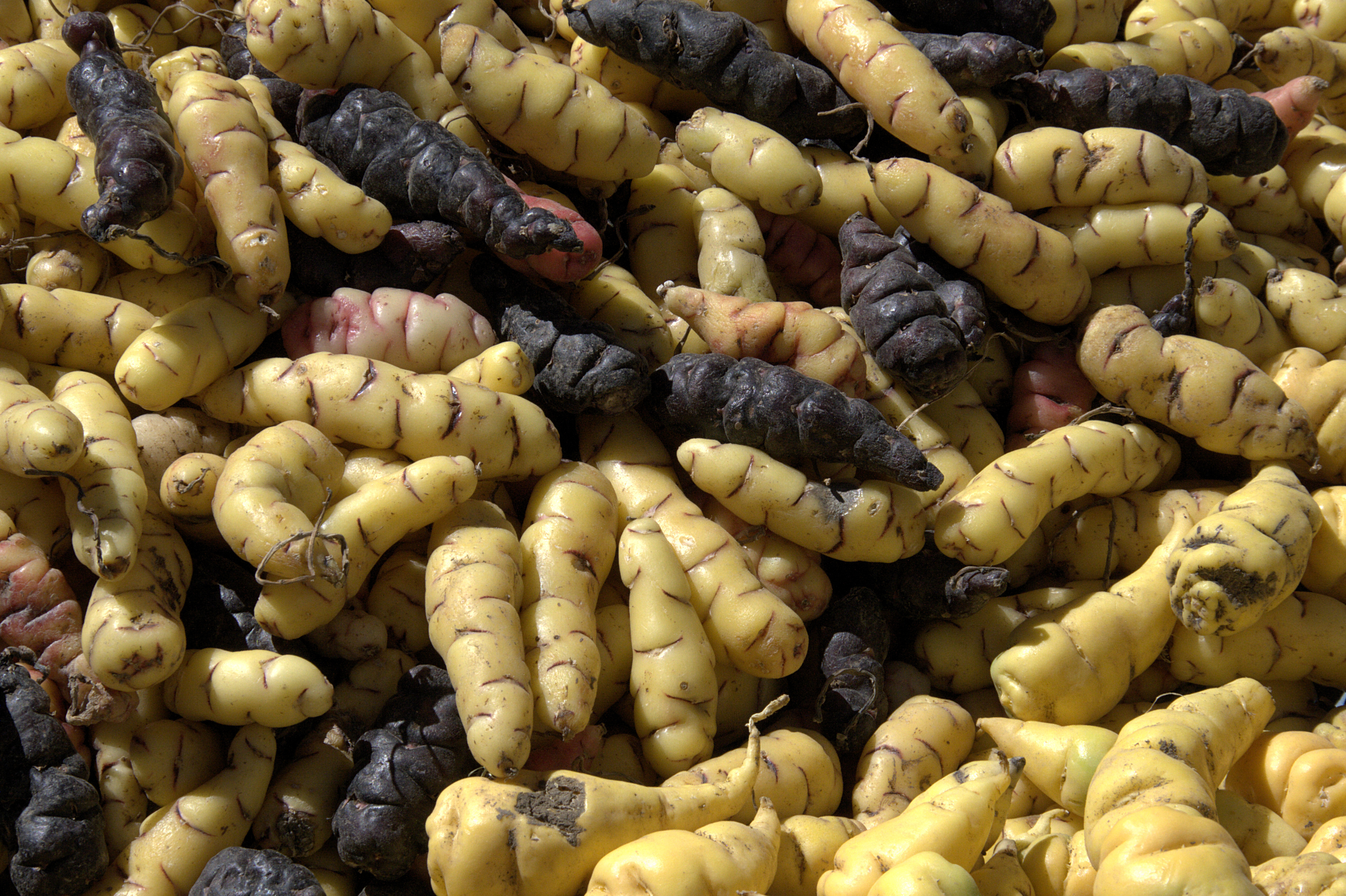
Tuberi di ossalide

Il sapore del tubero è un po' piccante ed acidulo e la struttura varia dal croccante (come la carota) se poco cotto, ad una consistenza pastosa e farinosa se ben cotto.
La tonalità acida è data dagli ossalati contenuti, come in tutte le Oxalidaceae, in comune con altre famiglie botaniche.
Le varietà originarie andine (esiste una notevole varietà di cloni) hanno tuberi di diversa forma e colore, che va dal giallo al viola. Le varietà coltivate in Nuova Zelanda hanno segregato caratteristiche più uniformi, ad esempio il colore rosa carneo.
L'ossalide è notevolmente ricca in ossalati (derivati dell'acido ossalico, che conferiscono il tipico sapore acidulo ai tuberi ed alle foglie). I metodi andini tradizionali della preparazione dei cibi con l'ossalide curano la riduzione a livelli accettabili di tali composti, che in elevata concentrazione sono tossici. Ciò si ottiene con l'esposizione dei tuberi alla luce solare; tale pratica riduce il sapore acido ed incrementa quello dolce.
Le cultivar selezionate recentemente contengono minori quantità di acido, e sono meno legate a problemi di foto-periodo.
I tuberi possono essere cotti o fritti. 
Nelle regioni di origine l'ossalide è adoperata per la preparazione di minestre, mangiato da solo o come guarnitura ad altri cibi, esattamente come le patate.

Può anche essere utilizzato come dolce.

L'ossalide è adoperata direttamente in Messico come cibo caldo, aromatizzato con sale, limone e pepe.